# Walter III de Châtillon
Gualterio III de Châtillon (en francés: Gaucher III de Châtillon; en latín: Gualcherius de Castellione) fue un caballero francés señor de Châtillon, Montjay, Troissy, Crécy y Pierrefonds hasta su muerte en 1219. Se convirtió por matrimonio en conde de Saint-Pol. Fue también mayordomo de Champaña y senescal de Borgoña.

## Biografía

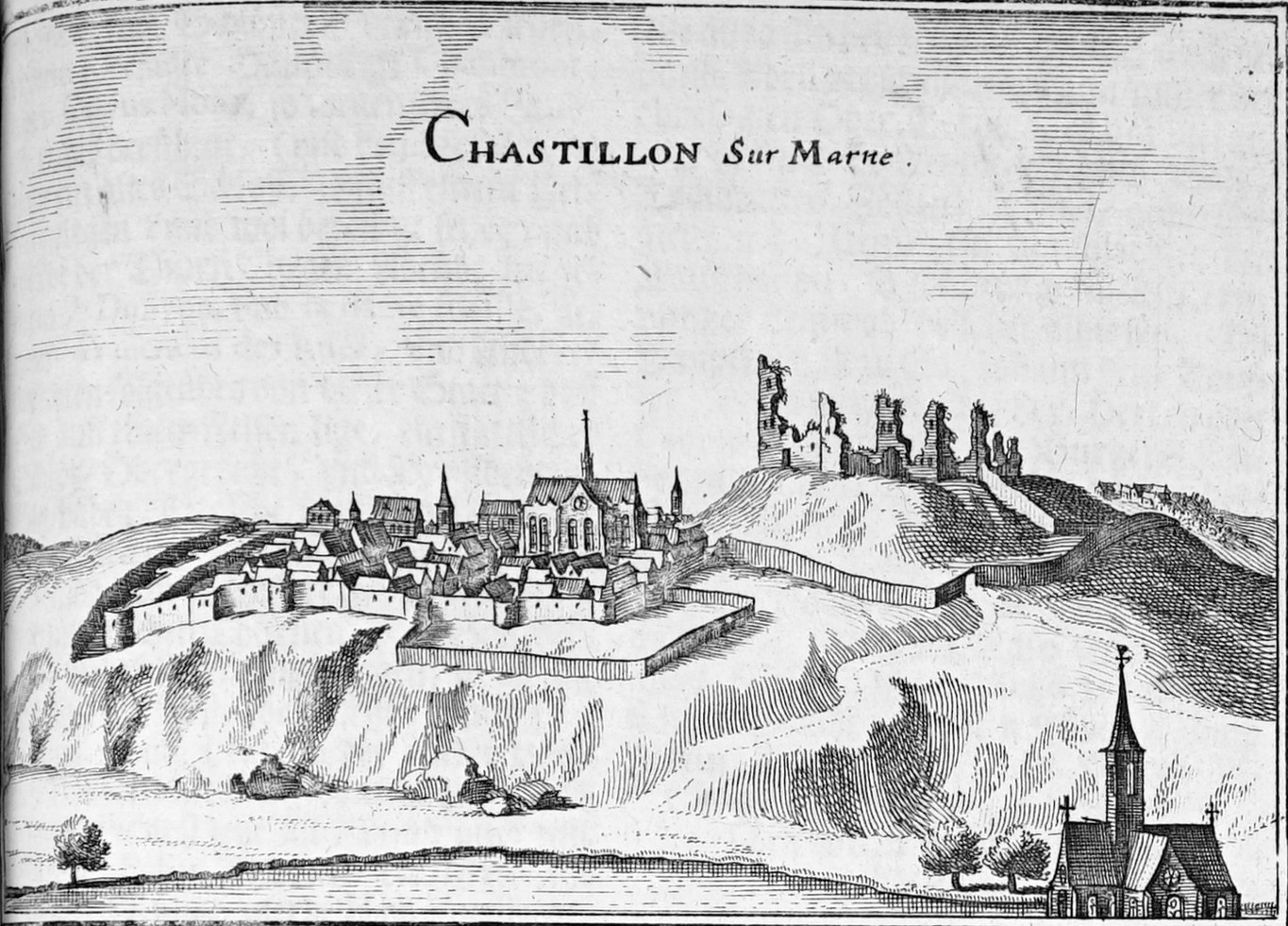
Vista antigua de Châtillon, con ruinas del castillo, murallas y priorato de Binson.

Walter fue el segundo hijo de Guy II de Châtillon y Adèle de Dreux.A la muerte de su padre en 1170, su hermano mayor Guido se convirtió en señor de Châtillon. Walter le sirvió como asistente mientras que su hermano menor, Roberto, hizo carrera eclesiástica y se convirtió en obispo de Laon en 1210 hasta su muerte en 1215.
En 1189, Walter y Guido, participaron en la Tercera Cruzada y tomaron parte en el sitio de Acre junto a Felipe Augusto el 30 de marzo de 1191. Guy III de Châtillon murió en el combate y Walter se convirtió en el nuevo señor de Châtillon.[cita requerida] Walter permaneció en Tierra Santa tras la marcha de Felipe y luchó en la Arsuf y Jaffa. Probablemente partió hacia Châtillon a finales de 1192.
Tras destacarse por sus acciones durante la Cruzada, fue nombrado Mayordomo de Champaña y Senescal de Borgoña en 1196.
En 1196 se casó con Isabel de Saint-Pol, hija y heredera de Hugo IV de Campdavaine, conde de Saint-Pol, y su esposa Yolanda de Hainaut, y en 1205 sucedió a su suegro como conde de Saint-Pol. El matrimonio fundó una nueva ciudad llamada Villeneuve-le-Comte en el bosque de Crécy-la-Chapelle.
En 1203, se unió a Odón III de Borgoña y al condestable de Champaña Guido II de Dampierre en la campaña de Normandía contra Juan I de Inglaterra. Luchó en el asedio del castillo de Gaillard y en las tomas de Falaise, Caen, Bayeux y Rouen.
En 1209, participó en la campaña inicial de la Cruzada Albigense en los asedios de Béziers y Carcasona. Su actuación llamó la atención del rey, que le puso al frente de un ejército para oponerse a los ingleses en Bretaña.
En 1213, luchó de nuevo por el rey en Flandes y Henao y conquistó las ciudades de Tournai y Mortagne. Antes de Bouvines, varios señores franceses dudaron de su lealtad y él respondió que ese día el rey encontraría en él un buen traidor. Durante la batalla, cargó contra las filas enemigas en numerosas ocasiones. Guillermo el Bretón  dice que mató a todos los que encontró en su camino y abrió una brecha en las líneas enemigas. Teniendo en cuenta su veteranía en aquellos momentos, no es de sorprender su capacidad. Según Guillermo el Bretón, se retiró a descansar después de una larga lucha, pero al ver en apuros a uno de sus caballeros, salió de nuevo en su ayuda, siendo alcanzado por 12 lanzas. No obstante, probablemente protegido por su armadura, siguió combatiendo. Cuarenta años después se convertiría en leyenda por los poemas escritos por el Trovador de Reims.
Durante la Guerra de Sucesión de Champaña, luchó en el bando de la condesa regente Blanca de Navarra y su hijo Teobaldo contra el pretendiente Erardo de Brienne-Ramerupt y su esposa Felipa de Champaña.
En 1219 tomó nuevamente la cruz y regresó a la Cruzada Albigense. Luchó en los sitios de Marmande y Toulouse. Murió en octubre de 1219, probablemente durante una batalla.
Guillermo el Bretón, contemporáneo suyo, lo describió como el más valiente en armas de su tiempo.
Walter aparece en el drama histórico El rey Juan de William Shakespeare.

## Familia
En el año 1196, Walter se casó con Isabel de Saint-Pol,  hija de Hugo IV de Saint Pol y Yolanda de Henao, y tuvieron:
- Guido IV de Châtillon-Saint-Pol, [1] conde de Saint-Pol tras la muerte de su padre.
- Hugo de Châtillon-Saint-Pol, [1] señor de Châtillon tras la muerte de su padre, conde de Saint-Pol tras la muerte de su hermano.
- Béatrix de Châtillon-Saint-Pol, casada con Aubert de Hangest, señor de Senlis.
- Eustachia de Châtillon-Saint-Pol, casada en 1215 con Daniel de Bethune, [1] y más tarde casada con Robrecht II de Wavrin, mariscal del condado de Flandes
- Roberto, obispo de Laon (1210-1215) [18]

Tras de la muerte de Walter, Isabel de Saint-Pol se casó en segundas nupcias con Juan de Béthune, señor de Béthune.